# Aboubacar Koly Kourouma
Pour les articles homonymes, voir Kourouma.
Aboubacar Koly Kourouma, né le 10 juillet 1994 à Nzérékoré en Guinée, est un juriste d'affaires et homme politique guinéen.
Il est depuis janvier 2022 membre du Conseil national de la transition.

## Biographie et études

### Origines
Aboubacar Koly Kourouma, né le 10 juillet 1994 à Nzérékoré au sud de la Guinée, est le fils de Sekou Amadou Tidiane Koly Kourouma, ancien administrateur de la société Friguiya, et de Seny Kolikoro Loua, ainsi que le petit-fils de Elhadj Koly Kourouma, dernier chef de canton de Sonkölè, ancien commandant de cercle de Forécariah et premier gouverneur de la ville de Kérouané.

### Études
Aboubacar Koly Kourouma fait ses études primaires à Nzérékoré où il décroche son certificat d'études primaires (CEP) en 2009 à l'école primaire Sainte-Marie de Nzérékoré. En 2013, il obtient son brevet d'études du premier cycle au collège Ramatoulaye Keita de Nzérékoré où il continue jusqu'à l'obtention de son attestation de niveau terminal en sciences sociales. Après l'obtention du baccalauréat, il vient à Conakry pour les études supérieures à l'université Amadou Dieng où il décroche en 2019 un diplôme de master en droit des affaires.

### Parcours politique
Le 22 janvier 2022, Aboubacar Koly Kourouma est nommé par décret membre du Conseil national de la transition en tant que représentant du parti politique GRUP.
À l'appel des forces vives de Guinée, du retrait de leurs représentants au CNT, Aboubacar Koly Kourouma dénonce repond officiellement sont intention de ne pas démissionner pour faire plaisir a quelqu'un.